# Gabriel Bouffier
Gabriel Bouffier, né le 2 décembre 1918 à Vinon-sur-Verdon et mort le 2 juillet 1982 à Pierrelatte, est un coureur cycliste français, en activité de 1935 à 1949,.

## Biographie
Passionné, il commence très tôt sa carrière de cycliste au Vélo-Club Manosquin (Manosque). Bien avant ses 20 ans, il a déjà remporté de nombreuses courses telle que le Premier Pas Dunlop en 1935 et l'éliminatoire marseillais du Premier Pas sur route en 1936. C'est cette année là qu'il prend une licence d'indépendant et remporte le Championnat de cross, de même qu'en 1937. Licencié au Vélo-Club Méditerranéen en 1939, ses diverses performances sont reconnues et lui permettent de participer au Tour de France de 1939 dans l'équipe Sud-Est.
En 1943 et 1944, il court pour l'équipe cycliste Peugeot.
Après ses participations à la Ronde des Mousquetaires à Auch, au Paris-Bruxelles et au Grand Prix de Montrond (Loire) avec Édouard Fachleitner en 1942, Gabriel Bouffier est victime des fièvres de Malte qui mettront un terme à sa carrière cycliste.
Il part pour l'Afrique au milieu des années 50 pour travailler dans un magasin de cycles à Bangui. Revenu en France à la fin des années 1960, il exercera alors la profession d'électricien dans l'entreprise Trendel (Trindel ?).

## Palmarès
- 1939
  - Circuit des Alpes
    - Classement Général
    - 2e étape secteur a

  - 3e étape du GP Wolber indépendants

## Résultats sur le Tour de France
1 participation :
- 1939 : abandon à la 4e étape